# Associazione Calcio Sant'Elena Quartu 1980-1981
Questa voce raccoglie le informazioni riguardanti l'Associazione Calcio Sant'Elena Quartu nelle competizioni ufficiali della stagione 1980-1981.

## Rosa
| N. |                   | Ruolo | Calciatore           |
| -- | ----------------- | ----- | -------------------- |
|    | Italia (bandiera) | P     | Gianfranco Antonazzo |
|    | Italia (bandiera) | C     | Elio Biondi          |
|    | Italia (bandiera) | C     | Giuseppe Cao         |
|    | Italia (bandiera) | D     | Luigi De Pau         |
|    | Italia (bandiera) | D     | Antonello Gariazzo   |
|    | Italia (bandiera) | C     | Giuseppe Ledda       |
|    | Italia (bandiera) | D     | Ignazio Leschio      |
|    | Italia (bandiera) | C     | Roberto Lintas       |
|    | Italia (bandiera) | C     | Natale Melis         |
|    | Italia (bandiera) | C     | Maurizio Meloni      |

| N. |                   | Ruolo | Calciatore          |
| -- | ----------------- | ----- | ------------------- |
|    | Italia (bandiera) | A     | Mario Mureddu       |
|    | Italia (bandiera) | D     | Marcello Ottaviani  |
|    | Italia (bandiera) | C     | Mario Perra         |
|    | Italia (bandiera) | A     | Pietro Pillosu      |
|    | Italia (bandiera) | C     | Andrea Pinna        |
|    | Italia (bandiera) | A     | Antonio Piras       |
|    | Italia (bandiera) | D     | Carlo Tronci (II)   |
|    | Italia (bandiera) | P     | Giovanni Tronci (I) |
|    | Italia (bandiera) | C     | Alessandro Zaccolo  |